# 36e bataillon de tirailleurs sénégalais
Le 36e Bataillon de Tirailleurs Sénégalais (ou 36e BTS) est un bataillon français des troupes coloniales.

## Création et différentes dénominations
- -: Création du 36e Bataillon de Tirailleurs Sénégalais

## Historique des garnisons, combats et batailles du36eBTS
- 04/07/1916 : le bataillon envoie 807 hommes au 82e BTS pour sa formation
- 14/08/1918 : le bataillon reçoit 4 sergents, 10 caporaux et 272 tirailleurs 82e BTS
- 07/09/1918 : le bataillon reçoit 2 caporaux et 47 tirailleurs 82e BTS
- 08/09/1918 : le bataillon reçoit 22 hommes en renfort du 102e BTS à la suite de la dissolution de ce dernier
- 18/11/1918 : le bataillon reçoit 27 tirailleurs 82e BTS
- 01/02/1919 : le bataillon reçoit la 4e compagnie du 78e BTS à la suite de la dissolution de ce dernier
- 28/02/1919 : le bataillon reçoit 322 hommes en renfort du 105e BTS
- 06/06/1919 : le bataillon des renforts du 99e BTS à la suite de la dissolution de ce dernier

### Sources et bibliographie
Mémoire des Hommes